# Rally Dakar 1988
Il Rally Dakar 1988 è stata la 10ª edizione del Rally Dakar (partenza da Parigi, arrivo a Dakar).

## Tappe
Nelle 22 giornate del rally raid furono disputate 18 tappe ed una serie di trasferimenti (circa 12.874 km), con 12 prove speciali per un totale di 6.605 km.

## Classifiche

### Moto
Hanno finito la gara 34 delle 183 moto iscritte.
| Pos. | Pilota              | Mezzo  |
| ---- | ------------------- | ------ |
| 1    | Edi Orioli          | Honda  |
| 2    | Franco Picco        | Yamaha |
| 3    | Gilles Lalay        | Honda  |
| 4    | Carlos Mas          | Yamaha |
| 5    | Claudio Terruzzi    | Honda  |
| 6    | Franco Gualdi       | Cagiva |
| 7    | Jean-Claude Olivier | Yamaha |
| 8    | Giampiero Findanno  | Suzuki |
| 9    | Gaston Rahier       | Suzuki |
| 10   | Serge Bacou         | Cagiva |

### Auto
Hanno finito la gara 151 delle 311 auto iscritte.
| Pos. | Equipaggio                             | Mezzo                           |
| ---- | -------------------------------------- | ------------------------------- |
| 1    | Juha Kankkunen / Juha Piironen         | Peugeot 205 Turbo 16 Grand Raid |
| 2    | Kenjirō Shinozuka / Henri Magne        | Mitsubishi Pajero               |
| 3    | Patrick Tambay / Dominique Lemoyne     | Range Rover                     |
| 4    | Malcolm Smith / Alain Fieuw            | Range Rover                     |
| 5    | Gerard Miller / Siegenthaler           | Range Rover                     |
| 6    | Alain Ambrosino / Alain Guehennec      | Peugeot 205 Turbo 16 Grand Raid |
| 7    | Jean-Jacques Ratet / Michel Vantouroux | Toyota                          |
| 8    | Kees Tijsterman / Mieke Tijsterman     | Mitsubishi Pajero               |
| 9    | Franz Deladriere / Alain Berthuel      | Proto Euromarche                |
| 10   | Jérôme Rivière / Claude Hervé          | Toyota                          |

### Camion
| Pos. | Pos. (auto) | Equipaggio                             | Mezzo    |
| ---- | ----------- | -------------------------------------- | -------- |
| 1    | 19º         | Karel Loprais / Stachura / Muck        | Tatra    |
| 2    | 21º         | Jiří Moskal / Vojtíšek / Záleský       | LIAZ     |
| 3    | 27º         | Lutz Bernau / Bartman / Kluge          | MAN      |
| 4    | 52º         | Jacques Houssat / De Saulieu / Bottaro | Perlini  |
| 5    | 57º         | Reverchon / Biagini / Matija           | Mercedes |
| 6    | 65º         | Georges Groine / Malferiol / Delmas    | Mercedes |
| 7    | 68º         | Singner / Breuninger / Van Sarma       | MAN      |
| 8    | 69º         | Etienne Martinez / Broglia / Maingret  | Mercedes |
| 9    | 71º         | Laurent Granjon / Marejal / Maurice    | Mercedes |
| 10   | 75º         | Obermeyer / Hefner / Dreissig          | MAN      |